# Stroperij (strafrecht)
Stroperij is een bepaalde vorm van diefstal.
Stroperij omvat het zich zonder toestemming toe-eigenen van natuurlijke zaken die zich bevinden op of deel uitmaken van een grondgebied waarvan men niet de eigenaar is.
Stroperij is dus een veel ruimer begrip dan de wildstroperij, welke het meest bekend is, maar feitelijk slechts een bepaalde, zij het tot de verbeelding sprekende, vorm is van stroperij. Feitelijk mag men ook geen grond of (delen van) planten meenemen, zelfs niet als deze op de grond liggen en men ze zonder schade aan te richten kan meenemen. Ook sprokkelen zonder toestemming van de eigenaar valt onder stroperij.
Dit alles is in Nederland vastgelegd in artikel 314 van het Wetboek van Strafrecht met uitzondering van de niet genoemde organismen zoals dieren. Dat artikel luidt:
Hij die, zonder geweld of bedreiging met geweld tegen personen, geheel of ten dele aan een ander toebehorende klei, bagger, ongesneden veen, zand, aarde, grind, puin, mestspeciën, zoden, plaggen, heide, helm, wier, riet, biezen, mos, onbewerkt en niet vervoerd hak- of sprokkelhout, ongeplukte of afgevallen boomvruchten of bladeren, te veld staand gras of te veld staande of na de oogst achtergebleven veldvruchten wegneemt, met het oogmerk om zich die voorwerpen wederrechtelijk toe te eigenen, wordt, als schuldig aan stroperij, gestraft met gevangenisstraf van ten hoogste een maand of geldboete van de tweede categorie.
In principe zou dus elk meegenomen blaadje of schepje zand als een misdrijf kunnen worden opgevat. In de praktijk zal slechts van een misdrijf sprake kunnen zijn als een dergelijke "diefstal" op betrekkelijk grote schaal plaatsvindt, bijvoorbeeld voor handelsdoeleinden.
In de tijd van het ancien régime echter, bezat de heer alle rechten op jacht, visserij, veldvruchten en dergelijke. En mensen die -vaak uit armoede- zich daar iets van toe-eigenden werden streng gestraft, zelfs als de producten anders zouden verrotten. Toen het ancien régime werd afgeschaft bleef een aantal van deze rechten nog in stand.
Tegenwoordig wordt de Wet Natuurbescherming gebruikt om de leefomgeving te beschermen tegen ingrepen van een dergelijke omvang dat ze de processen in de natuur schade kunnen berokkenen.